# Abbasabad-e Amelak
Abbasabad-e Amelak (pers. عباس اباداملاك) – wieś w północnym Iranie, w ostanie Golestan. W 2006 roku miejscowość liczyła 604 osoby w 122 rodzinach.